# Valleta d'Agres

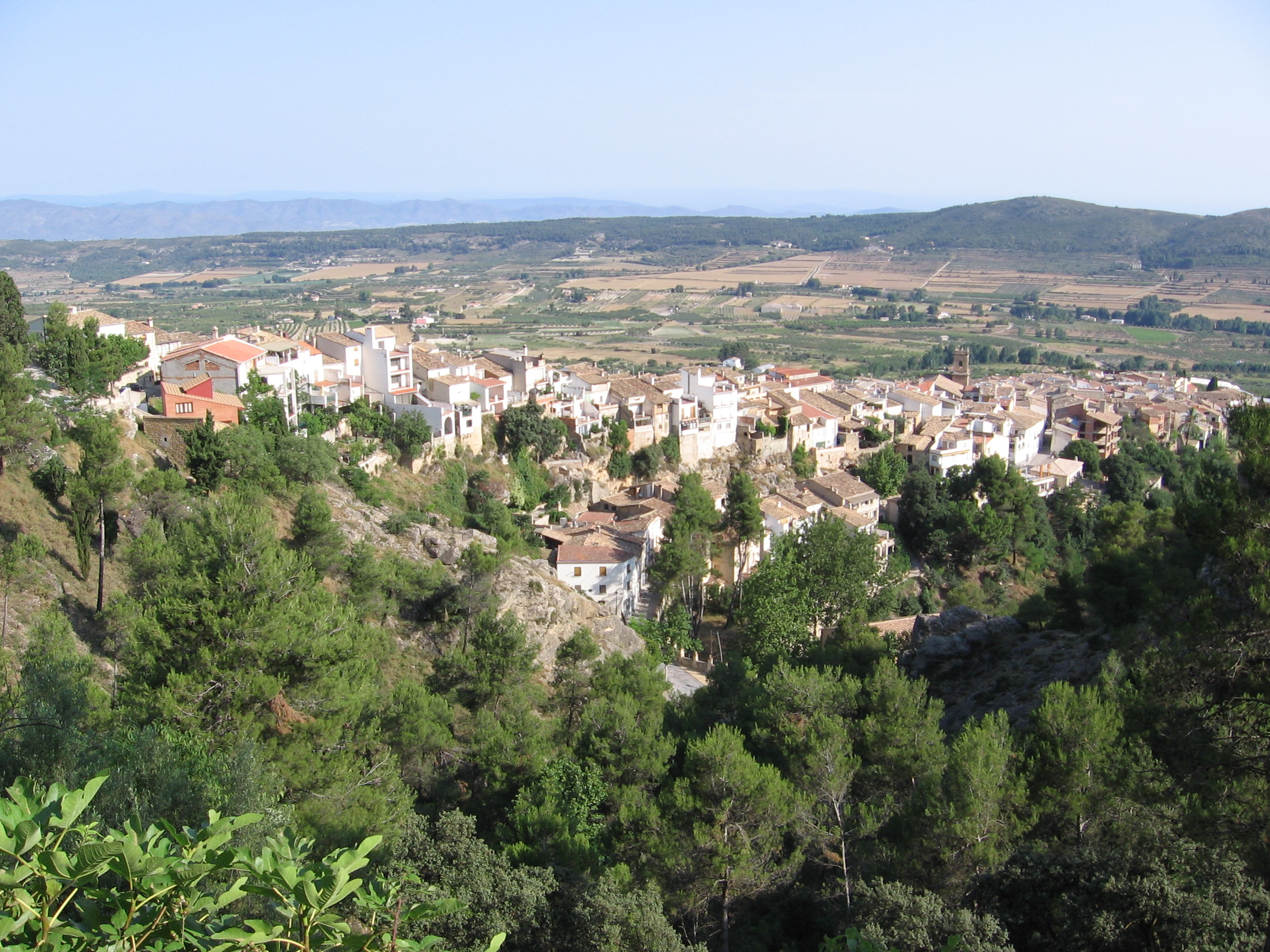
Agres des del Convent

La valleta d'Agres és una subcomarca de la comarca del Comtat, situada al vessant septentrional de la serra de Mariola. Hi estan situats els municipis d'Alfafara i Agres. Atenent a raons geogràfiques i històriques també s'hi hauria d'incloure el municipi de Bocairent, a la Vall d'Albaida. Cavanilles a les seues "Observaciones" estableix una demarcació anomenada Mariola, a la qual inclou la Vall d'Agres i la Vall de Biar.
Des del punt de vista històric és una zona rica en jaciments prehistòrics de l'edat del bronze i de la cultura íbera. Cal destacar els jaciments de la Covalta i el Cabeço de Mariola.
En la regió, l'economia està basada en l'agricultura de secà, encara que hi ha present una tímida industrialització, probablement pel contacte amb altres zones més industralitzades com Bocairent o Banyeres de Mariola.